# Crataegus pennsylvanica
Crataegus pennsylvanica är en rosväxtart som beskrevs av William Willard Ashe. Crataegus pennsylvanica ingår i Hagtornssläktet som ingår i familjen rosväxter. Inga underarter finns listade i Catalogue of Life.